# Jean-Roch Coignet

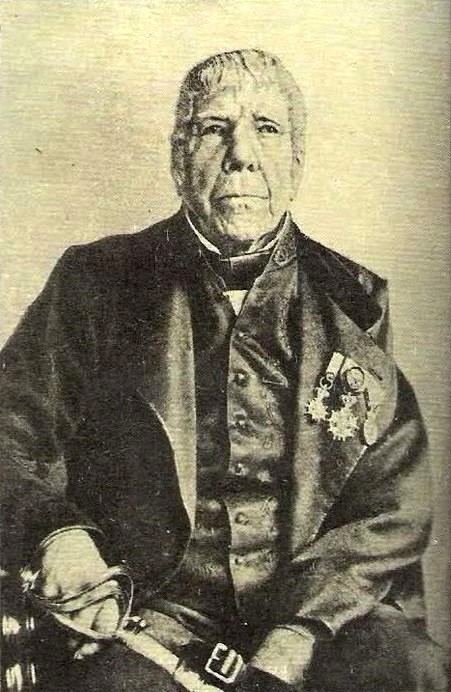
Jean-Roch Coignet

Jean-Roch Coignet (* 16. August 1776 in Druyes-les-Belles-Fontaines, Département Yonne; † 10. Dezember 1865 in Auxerre) wurde 1799, mit 23 Jahren, Soldat und blieb es bis 1815. Er nahm an allen napoleonischen Feldzügen als Angehöriger der Kaisergarde teil, insgesamt an vierunddreißig Schlachten in sechzehn Feldzügen. 1813 avancierte er zum Hauptmann im Generalstab (Capitaine de l'État-Major général). 1848 schrieb er seine Erinnerungen nieder, die die Kriegsgeschehnisse der napoleonischen Kriege aus der Sicht des einfachen Soldaten wiedergeben.
Die in seinen Aufzeichnungen festgehaltenen Geschehnisse lieferten den Stoff für die siebenteilige Fernsehserie Jean-Roch Coignet des ORTF.

## Memoiren
- Cahiers du capitaine Coignet, Paris 1900 (dt. Von Marengo bis Waterloo, Memoiren des Capitaine Coignet, bearbeitet von Georg Rummler, Stuttgart 1910)